# Electron hóa trị

Nguyên tử heli với 2 proton và 2 neutron trong hạt nhân cùng 2 electron hóa trị.

Trong hóa học và vật lý học, electron hóa trị hay electron ngoài cùng là electron ở lớp vỏ ngoài của nguyên tử. Các electron hóa trị có thể hình thành liên kết hóa học, nhưng cũng có thể không, phụ thuộc vào trạng thái hóa học của nguyên tử, khi tham gia chúng được gọi là electron liên kết.
Sự hiện diện của các electron hóa trị có thể xác định tính chất hóa học của một nguyên tố, chẳng hạn như hóa trị của nguyên tố đó — liệu nó có thể liên kết với các nguyên tố khác hay không và nếu có thì sẽ như thế nào. Theo cách này, khả năng phản ứng của một nguyên tố phụ thuộc rất nhiều vào cấu hình electron của nguyên tố đó. Đối với nguyên tố thuộc nhóm chính, electron hóa trị chỉ có thể tồn tại ở lớp vỏ electron ngoài cùng; đối với kim loại chuyển tiếp, electron hóa trị có thể nằm ở lớp vỏ bên trong.